# Physalis peruviana

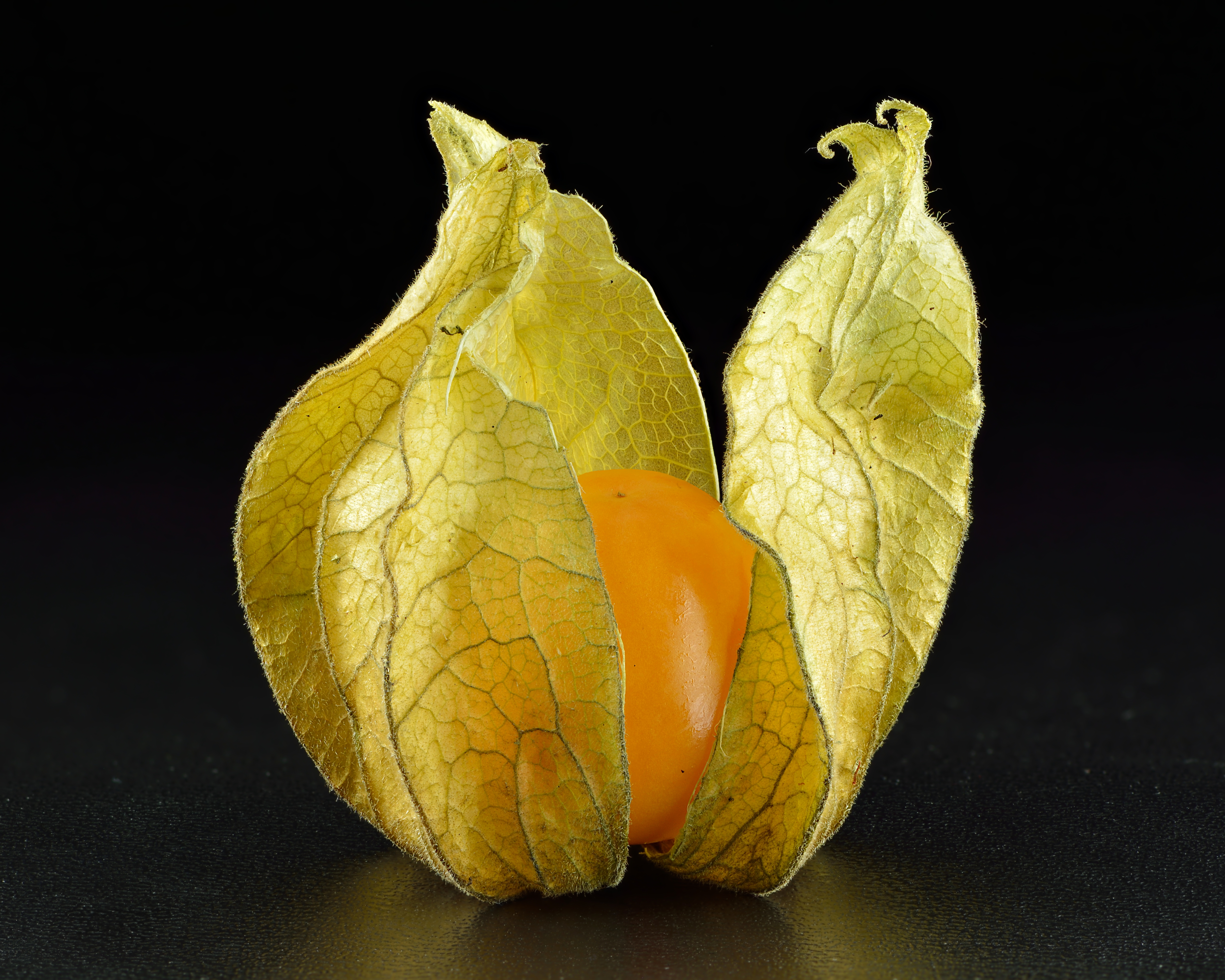
Fruto

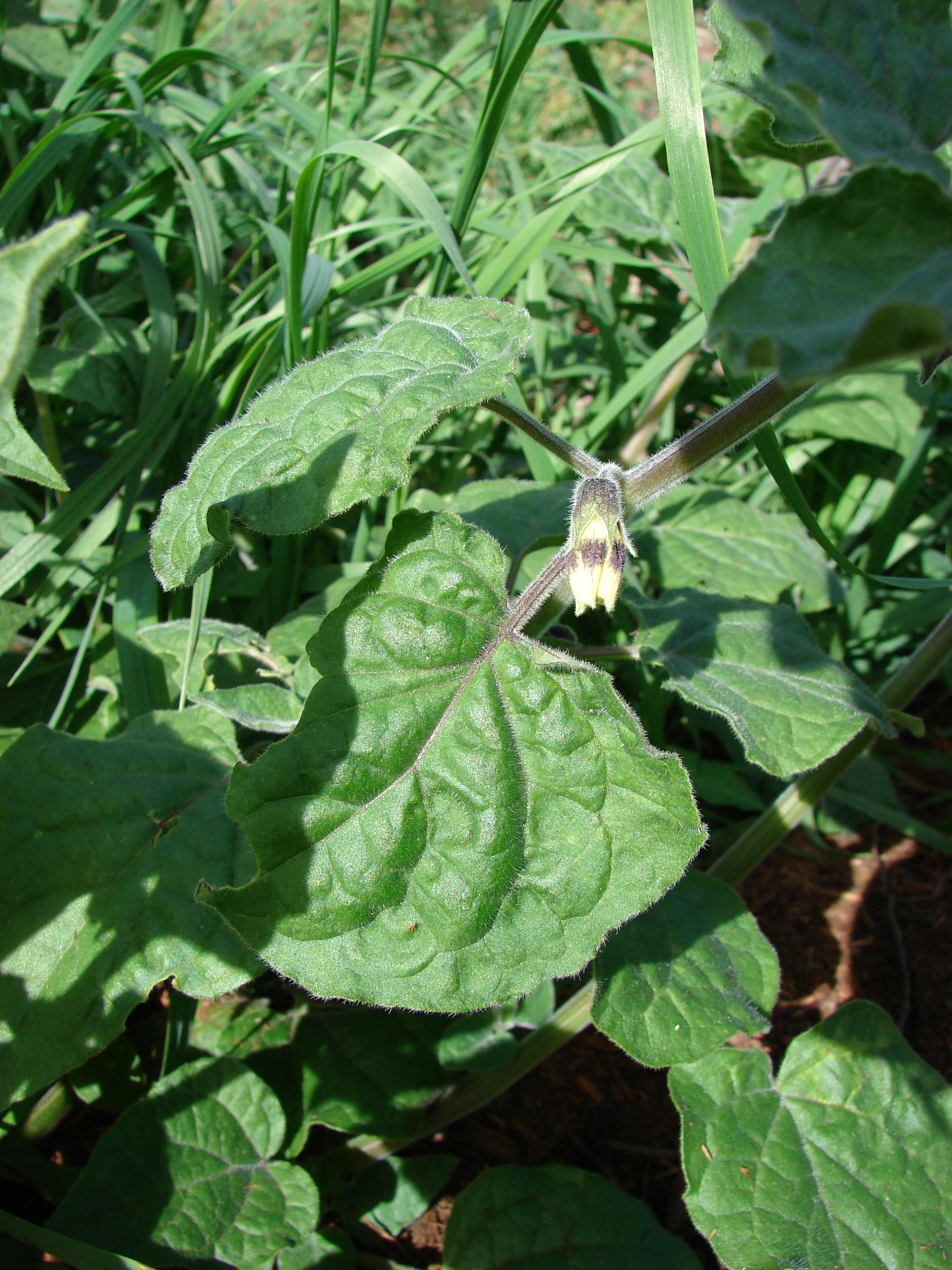
Vista de la planta

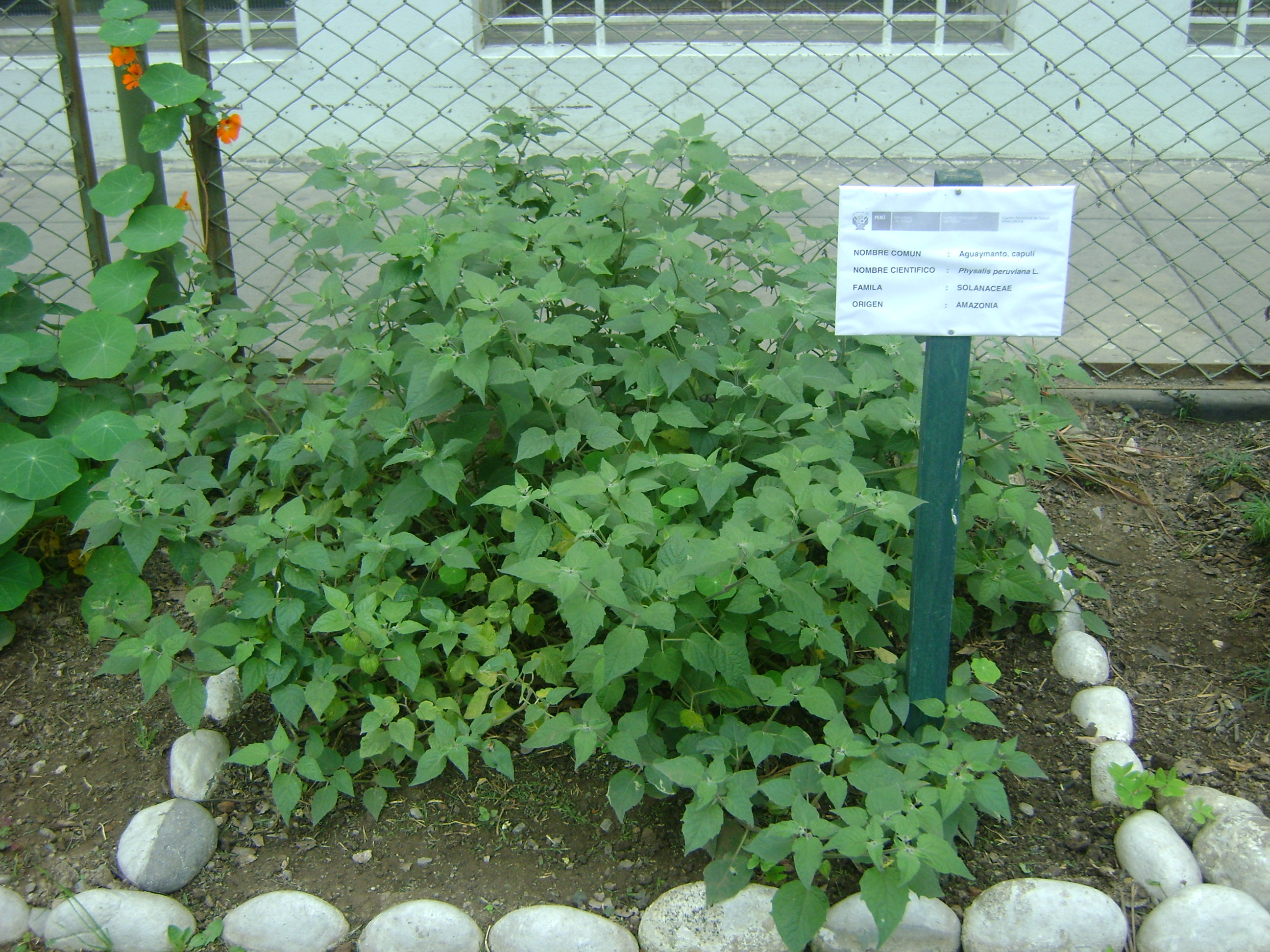
Planta de aguaymanto en el Jardín Botánico de Lima

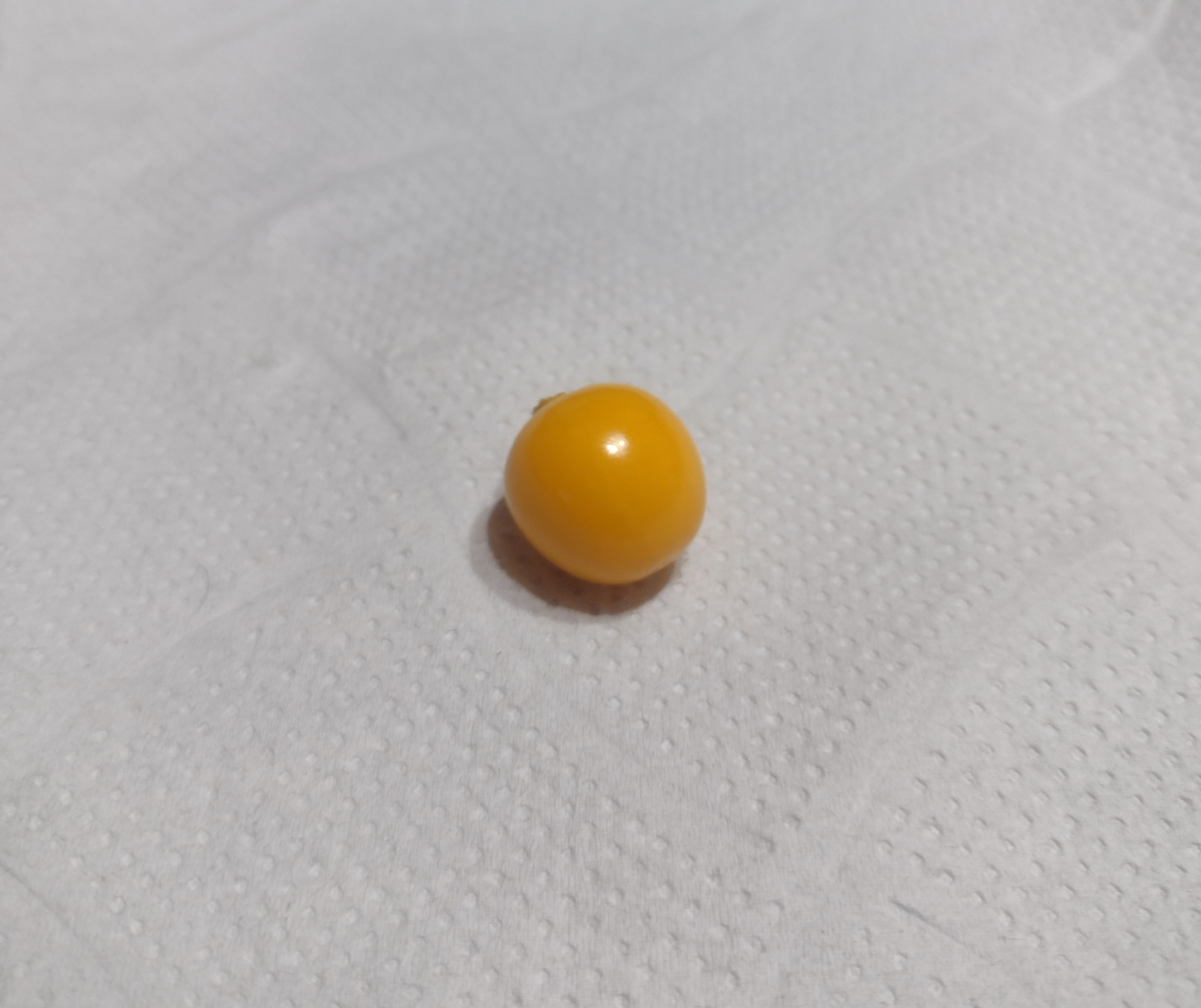
Fruto

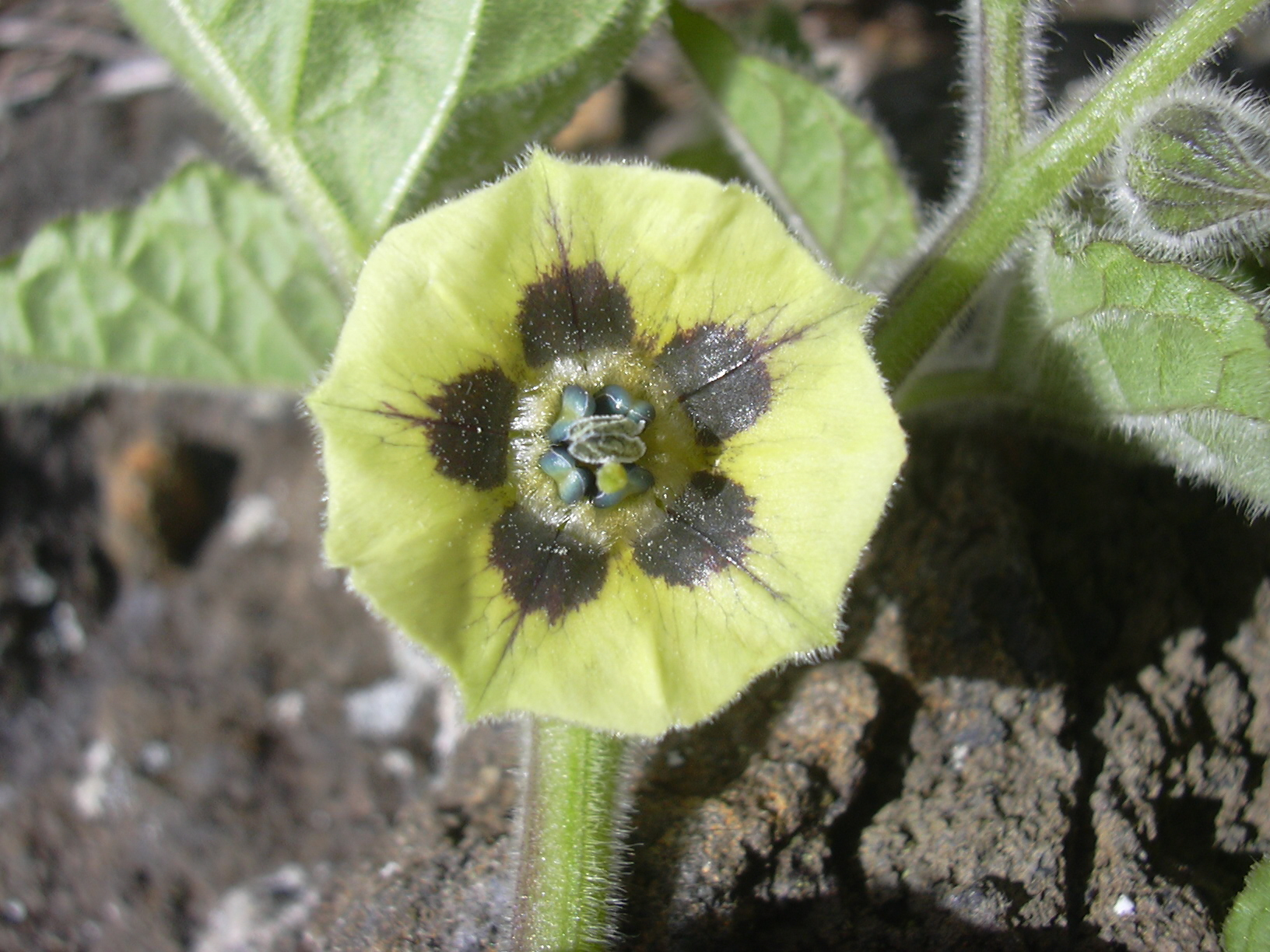
Detalle de la flor

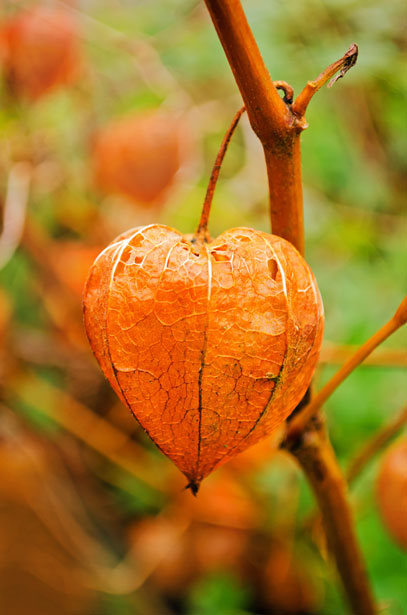
Fruto

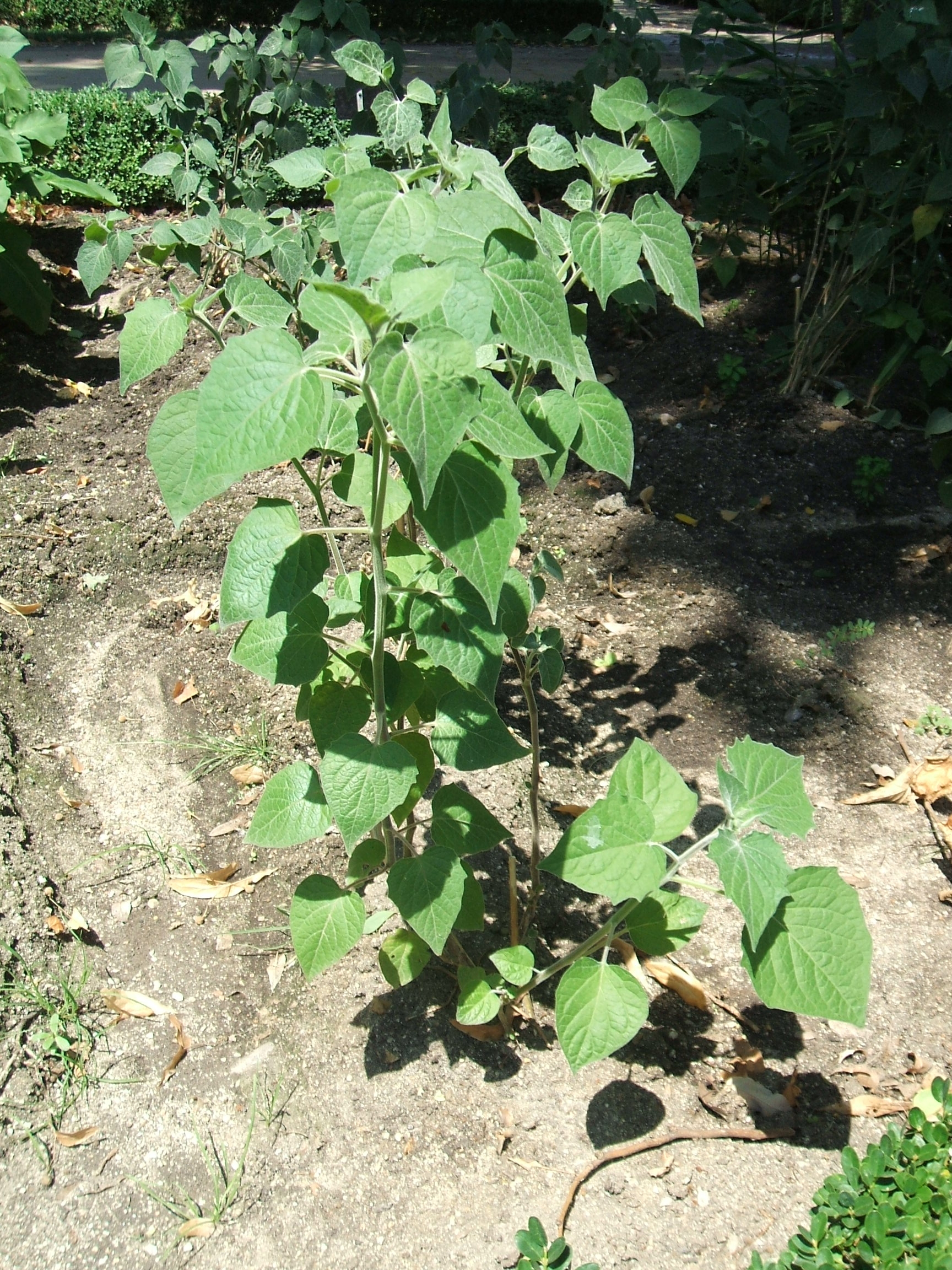
Vista de la planta

La planta conocida como aguaymanto, uvilla, uchuva, o bien, ushun (Physalis peruviana L., también conocida por el término inglés golden berry) es una planta herbácea perteneciente a la familia Solanaceae, por lo tanto posee características similares a las plantas de papa, tomate y tabaco, a pesar de su crecimiento arbustivo.

## Descripción
Es un arbusto que alcanza un tamaño de hasta 1 a 1,6 m de alto con ramas extendidas, aunque si se estaca, poda y se le da un buen cuidado esta planta puede llegar a los 2 m de altura.[cita requerida] Las hojas son ovales y puntiagudas de color verde en forma de corazón. Las flores hermafroditas tienen forma de campana y caídas, de 15 a 20 mm de ancho, amarillas con manchas de color marrón púrpura en el interior, fácilmente polinizadas por insectos y el viento.
El fruto es una baya globulosa de color naranja amarillento de 1,26 y 2 cm de diámetro, está envuelta por una vesícula costillada de color verde la cual es procedente del cáliz. Se puede consumir sola, en almíbar, postres y con otras frutas dulces. Su estructura interna es similar a un tomate cherri y a Acnistus arborescens .
Esta especie es regularmente confundida con el camambú (Physalis viscosa), ya que pertenecen al mismo género.

## Distribución y hábitat
Las plantas de uchuva registran buen comportamiento en las regiones ubicadas entre 1800 y 3600 m s. n. m., con alta luminosidad, temperaturas promedio entre 13 y 18 °C, precipitación anual de entre 1000 y 2000 mm y humedad relativa del 70 al 80 %.
Esta planta se da naturalmente en 
Argentina,
Bolivia,
Chile,
Colombia,
Ecuador,
Perú y
Venezuela.

## Origen y consumo
Es una fruta originaria de América del Sur, especialmente de Perú, Ecuador y Bolivia, de donde proviene su nombre científico Physalis peruviana. 
Acerca del cultivo de esta planta en África, Asia y el Pacífico, es importante el estudio Fruits of warm climates, de Julia F. Morton, quien destaca que la planta fue cultivada antes de 1807 por los primeros colonos en el Cabo de Buena Esperanza (en la actual Sudáfrica).
Colombia es el mayor productor mundial de uchuva con producción anual de 14.000 toneladas. Igualmente en Sudamérica se cultiva en Chile y Argentina.
En Sudáfrica se cultiva comercialmente y es procesada como mermelada y conservas. Las frutas enteras son productos de primera necesidad, exportados a menudo. Es cultivada y naturalizada en pequeña escala en Gabón y en otras partes de África central.
Poco después de su adopción en el Cabo de Buena Esperanza (Sudáfrica) se llevó a Australia, donde adquirió su nombre común en inglés . Fue una de las pocas frutas frescas de los primeros colonos en Nueva Gales del Sur, luego en Queensland, Victoria, Australia Meridional, Australia Occidental y Tasmania del Norte. 
En China, India y Malasia se cultiva en pequeña escala. 
La uchuva fue rápidamente naturalizada en la isla filipina de Luzón.
Las semillas fueron llevadas a Hawái antes de 1825, donde se naturalizó en todas las islas, en elevaciones medias y un poco más altas.
Hoy ha conquistado importantes mercados en la Unión Europea y Estados Unidos. Sus principales consumidores son Inglaterra y Alemania.
Actualmente se cultiva en Perú, Colombia, Bolivia, Ecuador, California, Sudáfrica, Australia, Kenia, India, Egipto, el Caribe, Asia, Hawái y Costa Rica.
La uchuva (uchuvero) se puede consumir fresco, solo o en ensaladas, dándole un toque agridulce a las comidas. En algunos países como Perú y Colombia ya se está procesando para obtener productos como mermelada, yogur, dulces, helados, conservas enlatadas y licores. También sirven de elemento decorativo (de la misma forma que una cereza) para adornar tortas y pasteles.
En el país de Bolivia se la llama Chipito y su crecimiento está ubicado en valles y llanos, así como también en el altiplano y regiones colindantes. Su consumo de fruto es exquisito y utilizado en prácticas rituales como fruto proveniente de la Pachamama se cultiva y se consume en todo el territorio con una popularidad considerable.
Por último, el arbusto del aguaymanto también se utiliza para proteger los suelos de la erosión. Esto por su crecimiento robusto y expansivo que actúa como cobertor del suelo.

## Taxonomía
Physalis peruviana fue descrita por Linneo y publicada en Species Plantarum, Editio Secunda 2: 1670, en el año 1763.
Sinonimia
- Alkekengi pubescens Moench
- Boberella peruviana (L.) E.H.L.Krause
- Physalis chenopodifolia Lam.
- Physalis esculenta Salisb.
- Physalis latifolia Lam.
- Physalis peruviana var. latifolia (Lam.) Dunal
- Physalis puberula Fernald
- Physalis tomentosa Medik.[7][8]

## Importancia económica y cultural

### Usos en la medicina tradicional
En Colombia, se usa tradicionalmente el zumo del fruto para tratar el pterigión aplicándolo directamente en el ojo.
En Perú, se usa para el tratamiento de la diabetes mellitus.

### Estudios farmacológicos
Las investigaciones científicas del fruto y el cáliz han determinado que se pueden extraer preparados con propiedades antiinflamatorias, antioxidantes, antidiabéticas e hipocolesterolemiantes. Un estudio del 2008 realizada por investigadores de la Universidad Nacional de Colombia demostró la acción citostática del extracto del fruto de P. peruviana.

### Valores nutricionales
Se caracteriza por ser una fuente de provitamina A (3000 IU de caroteno por 100 g) y vitamina C. También posee algunas del complejo de vitamina B. Además la proteína (0,3 %) y el fósforo (55 %) que contiene son excepcionalmente altos para una fruta.

## Cultivo
Los suelos más recomendados para el cultivo de uchuvas son los que poseen estructura granular y una textura areno-arcillosa, preferiblemente que contengan altos contenidos de materia orgánica y un pH entre 5,6 y 6,9. 

## Nombres comunes
- Argentina: uchuva, uvilla
- Bolivia: chirto o chilto (en idioma aimara), capulí, chipito, motojobobo embolsado, poga poga
- Costa Rica: uchuva, fruta del amor
- Colombia: guchavo, guchuva, uchuva, ochuva, uchua, uvilla, vejigón
- Chile: fruta de oro, golden berry, phisalys (pronunciado [fisális])
- Ecuador: uvilla
- España: fisalis, bolitas, uchuva ( en Canarias)
- Estados Unidos: golden berry, cape gooseberry, ground cherry
  - Hawái: poha berry (solo en el idioma pidgin)
- Francia: phisalys (pronunciado [fisalí]), armour en cage
- México: cereza del Perú
- Perú: aguaymanto, capulí, mullaka
- Venezuela: topotopo, chuchuva, uchuva, uchúa.